# Seznam chráněných území v okrese Poltár
Toto je seznam chráněných území v okrese Poltár aktuální k roku 2015, ve kterém jsou uvedena chráněná území v oblasti okresu Poltár.
| Kód  | Obrázek | Typ | Název                | Rozloha (ha) | Galerie Commons | Popis území | Souřadnice |
| ---- | ------- | --- | -------------------- | ------------ | --------------- | ----------- | ---------- |
| 1038 |         | PR  | Hrabovo              | 15,5271      |                 |             |            |
| 281  |         | CHA | Jasenina             | 3,2138       |                 |             |            |
| 1087 |         | CHA | Kúpna hora           | 16,8700      |                 |             |            |
| 1111 |         | CHA | Pod šťavicou         | 9,7646       |                 |             |            |
| 407  |         | CHA | Rovnianska gaštanica | 2,0500       |                 |             |            |